# Rana latastei
Rana latastei es una especie de anfibio anuro de la familia Ranidae.

## Distribución geográfica
Esta especie se encuentra desde el nivel del mar hasta aproximadamente 500 m sobre el nivel del mar, habita en:
- el norte de Italia;
- Suiza, en una pequeña área en el sur del cantón Ticino;
- el oeste de Eslovenia;
- el oeste de Croacia;
- Croacia en Istria.[3]

## Descripción
Rana latastei se parece a Rana dalmatina, y se distingue por un tímpano mucho más pequeño. Su color general varía de crema a marrón.

## Etimología
Esta especie lleva el nombre en honor a Fernand Lataste.

## Publicación original
- Boulenger, 1879 : Étude sur les grenouilles rousses, Ranae temporariae et description d'espèces nouvelles ou méconnues. Bulletin de la Société Zoologique de France, vol. 4, p. 158-193[4]